# Енрико Керн
Енрико Керн (на немски: Enrico Kern, роден на 12 март 1979 г. в град, Шнееберг, Германия) е немски футболист нападател.
Започва футболната си кариера в Ерцгебирге Ауе. Там прекарва юношеските си години и започва професионалната си кариера през 1998 г., записвайки едва 4 мача. В периода 1998 – 2002 сменя отборите на Тенис Борусия Берлин и Вердер Бремен. По време на престоя си в Бремен е сложен във втория състав, където записва 25 мача и 3 гола и оставя приятно впечатление от играта си. Въпреки приличните игри Енрико Керн не успява да се наложи в първия състав на „бременските музиканти“ и започва да се лута по долните дивизии на Германия.
За кратко играе и в австрийския ЛАСК Линц. През януари 2006 г. подписва договор с Ханза Росток и се налага бързо в състава, като става и един от водачите на отбора.